# ۳۸۸ (قمری)
۳۸۸ (قمری)، سیصد و هشتاد و هشتمین سال در گاهشماری هجری قمری است. اول محرم این سال برابر با هشتم ژانویه سال ۹۹۸ میلادی است.

## رویدادها
- برکناری اسماعیل بن سبکتگین از فرمانروایی غزنویان و به حکومت رسیدن سلطان محمود غزنوی